# Phaenocarpa novomexicana
Phaenocarpa novomexicana är en stekelart som beskrevs av Fischer 1975. Phaenocarpa novomexicana ingår i släktet Phaenocarpa och familjen bracksteklar. Inga underarter finns listade i Catalogue of Life.